# Петухово (Юрьянский район)
Петухово — упразднённая деревня в Юрьянском районе Кировской области России.

## География
Урочище находится на севере центральной части Кировской области, в подзоне средней тайги, к востоку от реки Велевы (правый приток реки Медянки), на расстоянии приблизительно 28 километров (по прямой) к юго-востоку от посёлка городского типа Юрья, административного центра района. Абсолютная высота — 152 метра над уровнем моря.

### Климат
Климат характеризуется как континентальный, умеренно холодный. Среднегодовая температура — 1,5 °C. Средняя температура воздуха самого холодного месяца (января) составляет −14,2 °C (абсолютный минимум — −47 °С); самого тёплого месяца (июля) — 17,8 °C (абсолютный максимум — 37 °С). Безморозный период длится в течение 103—110 дней. Годовое количество атмосферных осадков — 583—621 мм. Снежный покров держится в течение 168—172 дней.

## История
В «Списке населенных мест Российской империи», изданном в 1876 году, населённый пункт упомянут как казённый починок Петуховской (Петухово) Слободского уезда (1-го стана), при колодцах, расположенный в 33 верстах от уездного города Слободской. В починке насчитывался 19 дворов и проживало 157 человек (68 мужчин и 89 женщин). Жители являлись прихожанами Вознесенской церкви, расположенной в селе Загарье.
В 1926 году население деревни составляло 150 человек (64 мужчины и 86 женщин). Насчитывалось 33 крестьянских хозяйства. В административном отношении деревня входила в состав Ложкарского сельсовета Загарской волости Вятского уезда.
Населённый пункт был снят с учёта согласно решению Кировского облсовета от 21 декабря 1994 года.